# Bridgehead
Bridgehead — крупная сеть кофеен в Оттаве, широко известная и популярная среди жителей города. Основана в 1981 г. в Торонто двумя членами Объединённой церкви Канады и двумя общественными активистами, обеспокоенными положением мелких фермеров, выращивающих кофе в Никарагуа. В дополнение к кофе и чаю, в кофейнях продаются закуски, супы и салаты собственного изготовления.
Стимулом к значительному расширению сети Bridgehead в Оттаве послужила покупка торговой марки в 2000 году. Изначальный владелец этой кофейни, Оксфэм Канада, вынужден был в 2000 г. продать торговую марку компании Tracey Clark за 30 тыс. долларов. Изначально совладельцами были семья и друзья, однако уже к 2002 г. совладельцами выступали около 30 инвесторов. От одной кофейни в 2000 г. сеть расширилась до 9 в 2008 г.. Впоследствии сеть значительно расширилась, и по состоянию на 2022 год в Оттаве действовало 21 заведение.
В ноябре 2006 г. компания Bridgehead по результатам опроса читателей Ottawa XPress была охарактеризована как «лучший кофейный и чайный дом Оттавы».
Также Bridgehead продаёт кофе через свой сайт с доставкой.